# Cornelis Gerritsz Decker

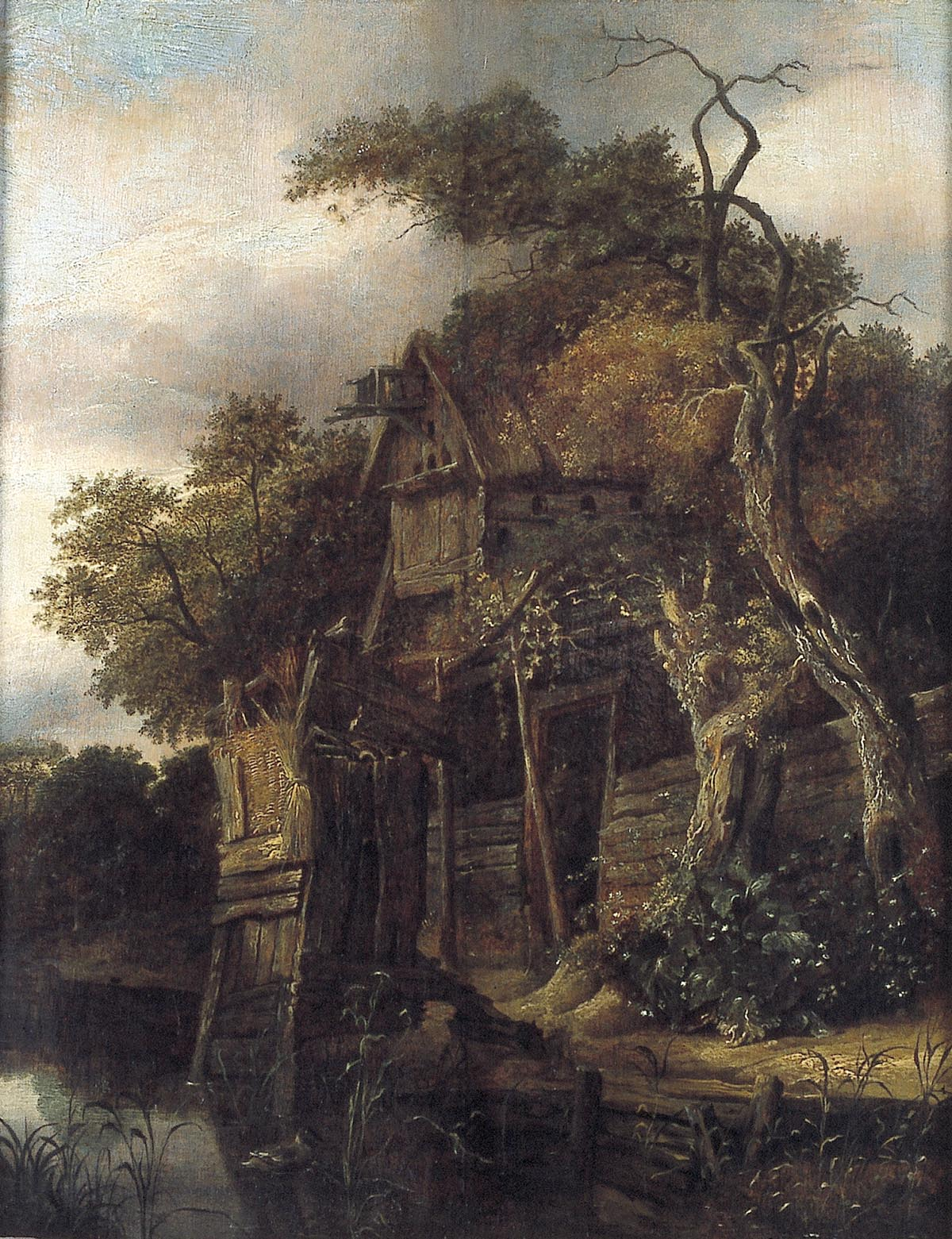
Landschap met houten hut aan het water av Decker.

Cornelis Gerritsz Decker, född 1618, död 1678, var en holländsk landskapsmålare.
Decker utbildades under påverkan av Jacob Isaakszoon van Ruysdael och jämsides med Meindert Hobbema. Han målade vackra skogs- och flodlandskap samt även pittoreska hus och stugor. Två av hans flodlandskap finns på Statens Museum for Kunst och två av hans stugmotiv finns på Molteska galleriet i Köpenhamn. Staffagefigurerna i Deckers målningar målades av Adriaen van Ostade och andra. Decker finns företrädd i några svenska privatsamlingar.